# Želebej
Želebej – wieś w Słowenii, w gminie Metlika. W 2018 roku liczyła 42 mieszkańców.